# 沃爾昌斯克
59°56′N 60°03′E / 59.933°N 60.050°E
沃爾昌斯克（俄语：Волча́нск）是俄羅斯斯維爾德洛夫斯克州西北部的一個城市，位於州府葉卡捷琳堡以北452公里。2002年人口11,043人。

## 歷史
1956年建市。